# Apetor
Тур Экхофф (22 ноября 1964 — 27 ноября 2021), также известный как Apetor (норвежское произношение: [ˈɑ̂ːpəˌtuːɾ]), — норвежский ютубер, известный в первую очередь своими видео, в которых он пил водку и занимался опасными развлечениями на замёрзших водоемах: катанием на коньках, плаванием в проруби и нырянием под лёд, что в конечном итоге и привело к его смерти; он умер 27 ноября 2021 года, провалившись под лёд на озере к западу от Конгсберга во время записи видео. На момент своей смерти он жил в Саннефьорде, где работал на заводе по производству красок, принадлежащем химической компании Jotun.
Его карьера на YouTube длилась с 2006 года до его смерти в 2021 году, хотя его канал впервые начал набирать популярность в 2011 году. Его видео, в которых он в основном молчал, за исключением случайного шума, были популярны во всем мире, особенно в Польше. Те, которые он записал зимой, были наиболее известными, хотя также вызывали споры из-за опасного характера трюков, из-за употребления алкоголя при отрицательных температурах в почти голом виде, но некоторые также охарактеризовали их как художественные. Несмотря на свой успех, он не зарабатывал на жизнь своими видео, создавая их в первую очередь для собственного удовольствия.

## Личная жизнь
Тур Экхофф родился в Кристиансунне (Норвегия) 22 ноября 1964 года. В возрасте 6 лет он переехал в Саннефьорд. Он изучал историю, философию и скандинавскую литературу в Бергенском университете, который окончил в 1993 году. Он работал на лакокрасочном заводе в Саннефьорде, принадлежавшем химической компании Jotun. Это было его постоянным местом работы с 2008 года до самой смерти. У него был один ребенок от его давней подруги Туве Скьервен, с которой он прожил 30 лет.
Экхофф очень интересовался эволюционной биологией, особенно его интриговали тесные генетические отношения между людьми и обезьянами. Он любил природу, часто ходил в походы летом, а также занимался альпинизмом, особенно вокруг Ютунхеймена. Он любил автомобили Volvo серий 240 и 142, владея моделью 1968 года серии 142. Несмотря на частое появление зимнего плавания в его видео, он редко занимался этим в свободное время. Также он редко употреблял алкоголь вне своих видео.
В июне 2013 года Экхофф расказал, что у него украли камеры и туристическое снаряжение, которые он оставил на набережной, чтобы пришвартовать свою лодку. Он подозревал в краже двух мужчин на большом катере, который на полном ходу вошёл в порт, пока его не было. Он сообщил о происшествии в полицию, хотя марки лодки он не увидел. Через несколько дней он написал в Facebook, что его вещи возвращены и что их непреднамеренно забрал кто-то из Конгсберга.
В ноябре 2018 года Экхофф в очередном видео рассказал в марте того года у него был диагностирован колоректальный рак. Он уточнил, что это было вызвано не его образом жизни, а хроническим воспалительным заболеванием кишечника. В конце июня 2018 года ему сделали операцию, после которой ему пришлось использовать калоприёмник. Он старался наслаждаться маленькими радостями жизни с помощью своих видео, и это чувство усилилось его выживанием после рака.

## Карьера на YouTube
Экхофф открыл канал на YouTube 10 октября 2006 года и опубликовал свое первое видео днем позже. Его никнейм «Apetor» состоял из слова «Ape» (обезьяна) и его личного имени Тур. Таким образом он выражал вышеупомянутый интерес к тесному родству между людьми и обезьянами.:3:09 На своём канале он вначале снимал свои поездки, делился кадрами с дикой природой и живописными видами. Сначала он снимал видео на компактную камеру, но в 2009 году он перешел на видеокамеру более высокого качества, и тогда же начал редактировать свои видео, чтобы получить больше просмотров.:8:21 В основном он снимал в одиночку, в том числе свои наиболее опасные видео.:1:49 Для редактирования он пользовался бесплатным приложением iMovie от Apple.:8:05
Его прорывом было видео «На тонком морском льду 2», загруженное в 2011 году. За неделю оно набрало более миллиона просмотров. В нем он катался на коньках, пил водку, нырял под морской лед и издавал ртом звуки, похожие на тюленьи. В некоторых эпизодах у него были помощники, но под лед он нырял в одиночку. До этого видео он не занимался экстремальными видами спорта или зимним плаванием,, но множество положительных откликов на видео побудило загрузить больше подобных видео. В видео «На тонком морском льду 3» он якобы плыл к парому, чтобы купить алкоголь посреди зимы. В четвертом видео серии «На тонком льду» он вырезал дыру во льду бензопилой и нырял в нее, а также вырезал ледяное кольцо и надел его на шею. Всего он загрузил тринадцать видео серии «На тонком льду / На тонком морском льду», многие из которых набрали миллионы просмотров. Например, «На тонком льду 4» набрало 351 000 просмотров за один день после появления на первой странице Reddit в 2013 году, до этого набрав 4 миллиона просмотров менее чем за три года.
Самым популярным видео на его канале было «Первый снег 4», которое на момент его смерти набрало 94 миллиона просмотров. Серия ежегодных видеороликов «Первый снег» началась в 2014 году. В них он купался в стоящей на улице ванне с замёрзшей водой, попивая водку. В похожем видео «День в ноябре», загруженном в 2014 году после годичного перерыва, он тоже забрался в ледяную ванну, набрав 610 000 просмотров за 5 дней. Еще одним популярным сериалом на его канале были рождественские ролики, в которых он выполнял различные трюки, например, катание по льду с помощью бензопилы. В кадре часто появлялась его любимая водка Vikingfjord,, хотя он утверждал, что не связан с ее производителем и не получает денег за рекламу.

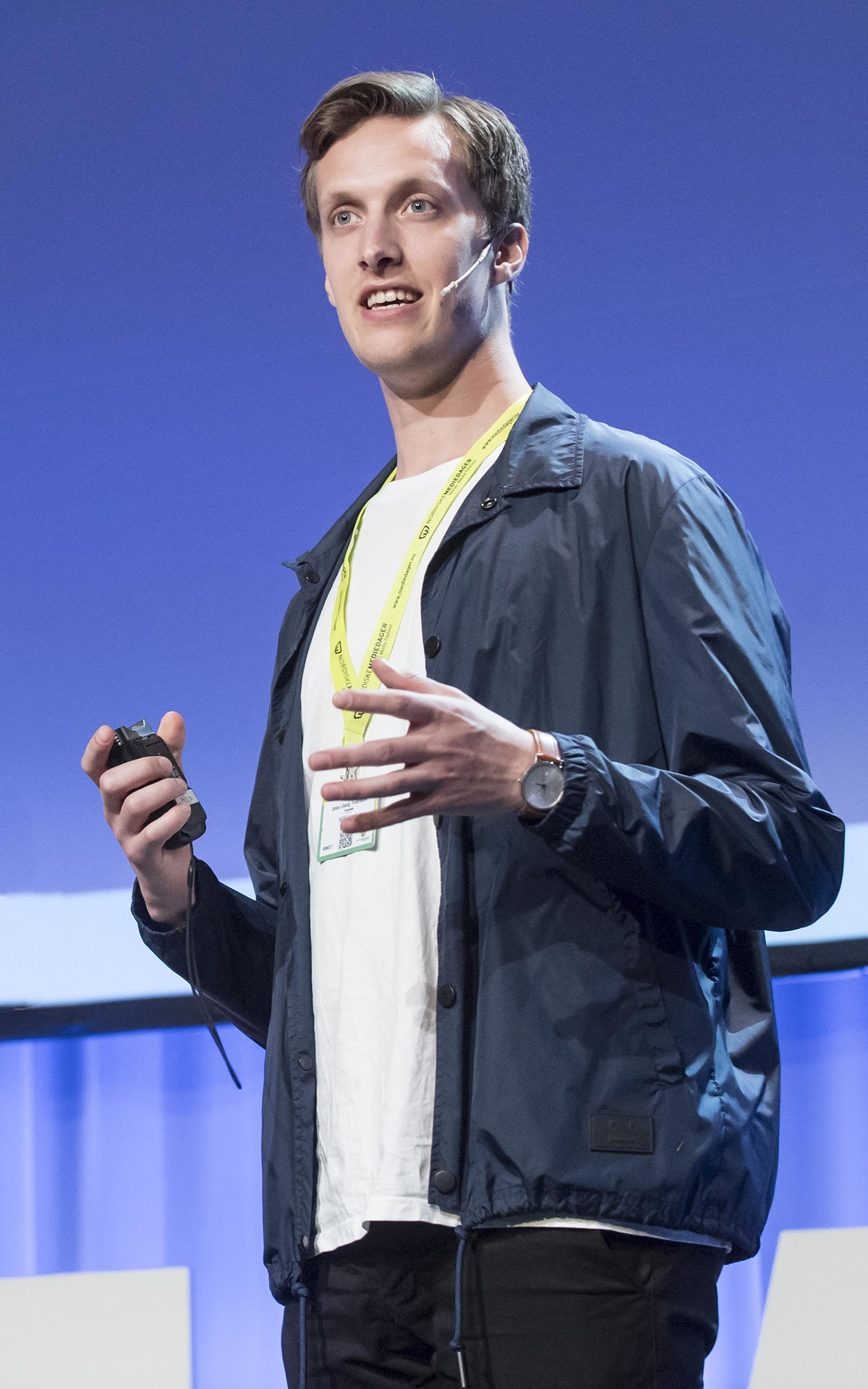
Йонас Лихауг Фредриксен (на фото) вместе с Экхоффом снимал видео для Норвежской вещательной корпорации

Он снял совместное видео с Йонасом Лихаугом Фредриксеном с норвежского государственного развлекательного YouTube-канала «NRK 4ETG» в конце 2019 года, в котором они вместе занимались зимним плаванием. В интервью 2021 года Фредриксен связал международный успех Экхоффа с тем, что он редко говорил в своих видео, помимо издавания странных звуков, и с их абсурдистским юмором. Несмотря на этот успех, Экхофф оставался скромным и не зарабатывал на жизнь своими видео, зарабатывая несколько сотен долларов в месяц в 2015 году. Он заявил, что снимал видео только для развлечения и не пытался передать с их помощью какие-либо смыслы. Его видеосъемки были, по его собственным словам, продолжением его интереса к фотографии, которой он увлекался с 80-х годов.

## Популярность
Видео Экхоффа были популярны на международном уровне, особенно в странах Восточной Европы, таких как Польша и Россия, а также в Соединенных Штатах; В 2016 году Экхофф рассказал историю о том, как два польских фаната приехали к нему домой в деревню Кодал и искупались в ванне, часто показываемой на его канале. Он утверждал, что его популярность, в частности, в Польше была связана с их культурными традициями питья водки и моржевания. По состоянию на ноябрь 2021 года его видео просмотрели более 390 миллионов раз, а у его канала было более 1,2 миллиона подписчиков. Он был первым норвежским ютубером старше 50 лет, набравшим миллион подписчиков. Все это сделало его одним из самых популярных ютуберов в Норвегии.
Отрывки из его видео появлялись на главных телеканалах в Норвегии и за рубежом. Например, в 2011 году они появлялись после новостей на норвежском канале TV 2, в американской сети G4 и в американской сети новостей CBS. В 2016 году они появлялись в австралийской утренней программе Sunrise в 2016 году. В 2012 году в норвежской развлекательной программe «Norge Rundt» он рассказал, что с ним связывались несколько телеканалов, в частности, британское телешоу Rude Tube, а также несколько других неназванных американских, французских и японских каналов.
Экхофф отметил, что его контент повлиял на мировое восприятие Норвегии: «Тут туристическая индустрия работает над тем, чтобы привлекать сюда туристов, а затем появляюсь я и разрушаю все это. Получается что-то вроде „белых медведей на улицах“. Неужели они действительно верят, что каждый норвежец занимается такими вещами?» С ним согласился, например, Каре Гошолт из Sandefjords Blad, называя его, вероятно, крупнейшим частным популяризатором норвежской природы. Благодаря его каналу туризм в Саннефьорде (городе, в котором он жил) пережил бум. Например, в 2018 году, группа из 16 туристов прибыла из Щецина (Польша), чтобы искупаться в окрестных водах, и Экхофф лично поприветствовал их. Многие туристы посещали город по несколько раз.
Уникальный стиль видеороликов Экхоффа, называли художественным. Ивар Стен-Йонсен из издания «Nordic Screens» отметил его способность «задевать струны души, которые неподвластны границам». Он предположил, что юмор Экхоффа «долго будут помнить во всем мире». В связи с его молчаливым, но забавным поведением Рафал Краузе из польского интернет-издания Newonce сравнил его с мистером Бином, добавив, что его динамическое редактирование с частой сменой перспективы сродни авангардному кино. Его видео «На тонком морском льду 2» было показано на 37-м ежегодном кинофестивале в Банфе в 2013 году под слоганом «Ускользайте с простыми удовольствиями: катание на коньках, купание и немного водки!» Из 380 заявленных фильмов он был одним из 28, которые были показаны на фестивале, который проходил в 285 местах в 30 странах мира, например, в Арлингтонском театре в Калифорнии и в Мемориальном центре Куинстауна (Новая Зеландия).

### Опасность
При всей своей популярности его трюки вызвали критику. Некоторые сравнивали их с русской рулеткой. Аналитики на канале Discovery, например, предположили, что его употребление алкоголя в сочетании с сильным холодом было смертельно опасным, Они пришли к выводу, что он не чувствовал холод из-за алкогольного опьянения, отметив, что остаток алкоголя в бутылке между дублями заметно уменьшался. Экхофф опроверг их, заявив, что они «выдумывают факты». Он объяснил, что выпивал всего несколько глотков, а уменьшение количества алкоголя произошло из-за того, что он снимал в разные дни с разными бутылками.
В феврале 2021 года, после съёмок на озере Эйкерн, Экхофф рассказал, что кто-то отругал его на берегу за неоправданный риск. Несмотря на то, что в процессе съёмок он часто получал царапины и порезы, он не соглашался с тем, что его трюки были опасны, сказав: «Многие считают падение под лед опасным для жизни, но если вы знаете, что делаете, и имеете при себе ледяные когти, то обычно все заканчивается хорошо.» Далее он добавил с улыбкой: «Мне не стоит быть самоуверенным, я вполне могу когда-нибудь умереть здесь». Ранее он упоминал, что специально отрабатывал проваливание под лед, чтобы снизить риски. К этому его побудил почти смертельный несчастный случай, произошедший с ним во время катания на коньках в 2007 году, когда он ночью провалился под лед на озере Гокшё. После этого он решил потренироваться «попадать в воду и выбираться из неё».

## Другие платформы
В мае 2020 года видеосервис Memmo, онлайн-платформа, предлагающая персонализированные видеосообщения от знаменитостей, наподобие сервиса Cameo, запустила свой норвежский филиал, в котором принял участие Экхофф. К декабрю он создал и отправил покупателям 263 видеоролика, большая часть которых была поздравлениями с днём рождения и Рождеством, по цене в 250 крон за видео. Он уточнил, что зарабатывал примерно 50 крон за одно видео, так как платформа платила ему только 75 процентов, а потом он должен был заплатить подоходный налог. Он рассказал, что снимать эти видео было сложнее, чем казалось вначале, так как часто требовалось много дублей, и приходилось запоминать текст, чтобы можно было смотреть в камеру, а не читать с экрана.
В видео, загруженном на его канал в августе 2021 года, Экхофф сообщил, что он собирается сняться в запланированном на 2022 год фильме Харальда Цварта Lange flate ballær 3, где сыграет злодея. Позже в том же месяце он был запечатлен прессой на съемках фильма во Фредрикстаде. В следующем месяце он загрузил тизер фильма на свой канал.

## Смерть
26 ноября 2021 года Экхофф провалился под лед на озере Jakobs dam к западу от Конгсберга во время записи очередного видео для своего канала. Свидетели услышали, что он зовёт на помощь, и его вытащили водолазы, которые провели сердечно-лёгочную реанимацию. Затем он был доставлен в университетскую больницу Уллевола на машине скорой помощи. Он скончался в больнице 27 ноября, несмотря на попытки реанимации. Полиция сообщила, что во льду озера была вырезана прорубь, на месте происшествия он был один, и оснований для подозрений в умышленном преступлении нет. Его личность как жертвы утопления не разглашалась до 28-го числа, когда полиция сообщила о его смерти в пресс-релизе, предварительно уведомив его семью. На момент его смерти у его канала было 1,2 миллиона подписчиков.
Его последнее видео под названием «Я не мертв, сегодня мне 57» было загружено 22 ноября 2021 года, за пять дней до его смерти. Подобные видео он выкладывал на свой день рождения каждый год, начиная с 2017-го. После его смерти в комментариях к этому видео появилось много соболезнований. В том числе выразили соболезнования вышеупомянутый 4ETG и музыканты Алан Уокер и PelleK. Соболезнования также выражались в комментариях к другим его видео и на других платформах, включая Facebook, Reddit и польский Wykop, где пользователи говорили, что без него зимние праздники будут грустными. Свечи в его память были зажжены поклонниками у посольства Норвегии в Польше.
Его похороны прошли в часовне Орелунд в Саннефьорде 7 декабря в 10:00.